# Crowborough
Crowborough är en stad och civil parish i grevskapet East Sussex i sydöstra England. Staden ligger i distriktet Wealden, cirka 11,5 kilometer sydväst om Royal Tunbridge Wells och cirka 54 kilometer sydost om centrala London. Tätorten (built-up area) hade 21 990 invånare vid folkräkningen år 2021.
I Crowborough finns en staty till minne av Sir Arthur Conan Doyle som bodde i staden.